# Gran Premio Miguel Indurain 2000
Il Gran Premio Miguel Indurain 2000, quarantaquattresima edizione della corsa e seconda con questa denominazione, si svolse il 1º aprile su un percorso di 198 km, con partenza e arrivo a Estella. Fu vinto dallo spagnolo Miguel Ángel Martín Perdiguero della Vitalicio Seguros-Grupo Generali davanti al francese Laurent Jalabert e allo spagnolo Ángel Vicioso.

## Ordine d'arrivo (Top 10)
| Pos. | Corridore                      | Squadra                | Tempo    |
| ---- | ------------------------------ | ---------------------- | -------- |
| 1    | Miguel Ángel Martín Perdiguero | Vitalicio Seguros      | 5h30'24" |
| 2    | Laurent Jalabert               | ONCE-Deutsche Bank     | s.t.     |
| 3    | Ángel Vicioso                  | Kelme                  | s.t.     |
| 4    | Uroš Murn                      | Krka-Telekom Slovenije | s.t.     |
| 5    | David Etxebarria               | ONCE-Deutsche Bank     | s.t.     |
| 6    | Stefano Garzelli               | Mercatone Uno          | s.t.     |
| 7    | Lance Armstrong                | US Postal Service      | s.t.     |
| 8    | Igor Flores                    | Euskaltel-Euskadi      | s.t.     |
| 9    | Alessandro Spezialetti         | Liquigas-Pata          | s.t.     |
| 10   | Unai Etxebarria                | Euskaltel-Euskadi      | s.t.     |